# Monstar
Monstar (hangul: 몬스타; rr: Monseuta) é uma série de televisão sul-coreana, estrelada por Yong Jun-hyung, Ha Yeon-soo, e Kang Ha-neul. Foi ao ar no canal de musical Mnet (e, simultaneamente, no tvN) a partir de 17 de maio a 2 de agosto de 2013 às 21:50 em 12 episódios a cada sexta-feira. O drama é sobre como um grupo de adolescentes que são curados através do poder da música.

## Enredo
Yoon Seol-Chan, um membro da boy band mais populares de K-pop da Coreia do Sul, quando empurra uma de suas fãs loucas, sua imagem fica suja. Como o controle de danos, sua agência diz-lhe para frequentar tranquilamente escola por um tempo. Enquanto isso, Min Se-Yi, uma nova aluna transferida da Nova Zelândia, chama a atenção na escola, tanto para o seu talento e estranheza.
Desentendimentos ocorrem entre Yoon Seol-Chan e Min Se-Yi, e seus outros colegas. Mas no meio de todo o caos, estes estudantes encontram um interesse comum que os liga uns aos outros, a música. Cada personagem tem as suas próprias histórias não contadas, que tiveram impacto significativo em suas vidas. Mas como eles se reúnem para cantar e tocar a música que eles amam, eles aprendem a aliviar a dor dentro delas, e abrir o coração de cada pessoa a um outro.

## Elenco

### Elenco principal
- Yong Jun-hyung como Yoon Seol-chan[5][6]
- Ha Yeon-soo como Min Se-yi[7][8][9][10]
- Kang Ha-neul as Jung Sun-woo[11]
  - Yoon Chan-young como Sun-woo jovem
- Ahn Nae-sang como Han Ji-woong
  - Jung Joon-young como Han Ji Woong jovem

### Membros do Color Bar
- Dahee como Kim Na-na
- Kim Min-young como Shim Eun-ha
- Park Kyu-sun como Cha Do-nam
- Kang Ui-sik como Park Kyu-dong

### Membros do All For One
- Moon Yong-suk como Ma Joon-hee
- Kim Yoo-hyun como Ma Hyo-rin
- Yoon Jong-hoon como Shin Jae-rok

### Coadjuvantes
- Kim Sun-kyung como Choi Kyung
- Lee Hee-jin como Dokgo Soon
- Kim San-ho como Choi Joon-goo
- Jo Jae-yoon como Manager Hong
- Kim Hee-won como CEO Go
- Kim Jae-heung como professor de matemática
- Kim Young-hee como professor de línguas
- Lee Dal-hyung como professor principal
- Nat Thewphaingam como Nawin Thammarat
- Kim Young-ho como Min Gwang-ho
- Lim Hyunsik como membro do Men In Black (ep 2,6,9)
- Lee Minhyuk como membro do Men In Black (ep 2,6,9)
- Yook Sungjae como Arnold, membro do Men In Black (ep 2,6,9)
- Lee Changsub como membro do Men In Black (ep 2,6,9)

### Participações
- Lee Jooyeon como Ah-ri, atriz em cena de abertura com Seol-chan (ep 1)
- Lee Sung-min como diretor de cinema (ep 1)
- Kim Cho-eun como Se-yi jovem (ep 3, 6)
- Lee Eun-sung como Kyu-dong jovem (ep 3, 8)
- Jung Ji-hoon como Seol-chan jovem (ep 4-6)
- Ivy como Eun-ha adulta (ep 5)
- Ko Chang-seok como mestre de judo de Do-nam (ep 5)
- Park Ga-ram como garçom (ep 6)
- Kim Ye-rim Choi Kyung jovem em flashbacks e fotos
- Nam Ji-hyun como Stella (ep 12)
- No Min-woo como Daniel Park (ep 12)

## Trilha sonora
| Monstar: Original Soundtrack |                                                                 |                                                                                             |         |  |
| N.º                          | Título                                                          | Artista                                                                                     | Duração |  |
| 1.                           | "지난 날" (Past Days)                                           | Yong Jun-hyung, BtoB, Ha Yeon-soo                                                           | 3:07    |  |
| 2.                           | "시간이 흐른 뒤엔" (After Time Passes)                          | Yong Jun-hyung, BtoB                                                                        | 4:36    |  |
| 3.                           | "아틀란티스 소녀" (Atlantis Princess)                           | Ha Yeon-soo, Kang Ha-neul, Kim Cho-eun                                                      | 3:05    |  |
| 4.                           | "선잠 (나 그대의 사랑이 되리)" (Snooze (I Will Be Your Love))   | J Rabbit                                                                                    | 3:24    |  |
| 5.                           | "날 울리지마" (Don't Make Me Cry)                               | Yong Jun-hyung, Ha Yeon-soo, Kang Ha-neul, Kang Ui-shik, Dahee, Kim Min-young, Park Kyu-sun | 3:09    |  |
| 6.                           | "나의 절망을 바라는 당신에게" (To You Who Hopes for My Despair) | Kang Ui-shik                                                                                | 3:16    |  |
| 7.                           | "첫사랑" (First Love)                                           | Yong Jun-hyung, BtoB                                                                        | 3:33    |  |
| 8.                           | "그것만이 내 세상 / 행진" (Only That Is My World / March)       | Yong Jun-hyung, Ha Yeon-soo, Kang Ha-neul, Kang Ui-shik, Dahee, Kim Min-young, Park Kyu-sun | 3:25    |  |
| 9.                           | "연습" (Practice)                                               | Ha Yeon-soo                                                                                 | 3:26    |  |
| 10.                          | "흩어진 나날들" (Scattered Days)                                | Park Hyo-shin                                                                               |         |  |
| 11.                          | "Monstar"                                                       | Vários Artistas                                                                             | 0:50    |  |
| 12.                          | "방황하는 별" (Wandering Stars)                                 | Vários Artistas                                                                             | 2:45    |  |
| 13.                          | "열일곱 세이의 밤" (Night of the Seventeen Years)               | Vários Artistas                                                                             | 2:15    |  |
| 14.                          | "Doubting"                                                      | Vários Artistas                                                                             | 2:34    |  |
| 15.                          | "Shake Up"                                                      | Vários Artistas                                                                             | 2:10    |  |
| 16.                          | "Catch the Star"                                                | Vários Artistas                                                                             | 1:50    |  |
| 17.                          | "그리움의 왈츠" (Waltz of Yearning)                             | Vários Artistas                                                                             | 1:34    |  |
| 18.                          | "17대1의 전설" (17 to 1 of the Legends)                         | Vários Artistas                                                                             | 1:05    |  |
| 19.                          | "두근두근" (Pit-a-Pat)                                          | Vários Artistas                                                                             | 1:13    |  |

## Repercussão
Os índices de audiência do drama "Monstar" continuaram crescendo. De acordo com as estatísticas do instituto AGB Nielsen, o episódio do dia 7 de junho de 2013 marcou 2,8%, o que representa 0,4 pontos percentuais a mais que o episódio anterior. O pico chegou a 3,4%. Transmitido pela Mnet, tvN, KM e Onstyle, a série foi mais uma vez o primeiro dos primeiros dos canais a cabo durante o horário das 22 horas. Se os dramas procuram dar prioridade ao público feminino, esses que tem como cenário a escola também visam seduzir o público adolescente. Além disso, foi constatado que "Monstar" também é popular entre o público masculino próximo aos vinte anos de idade. No episódio do dia 7 de junho, eles foram 65,1% dos telespectadores que viram a rivalidade entre Seon Chan (Yong Jun-hyung) e Soon Woo (Kang Ha-neul) para conquistar o coração de Min Se Yi (Ha Yeon Soo).

## Prêmios e indicações
| Ano  | Prêmio                  | Categoria                  | Beneficiário                 | Resulto  |
| ---- | ----------------------- | -------------------------- | ---------------------------- | -------- |
| 2013 | Mnet 20's Choice Awards | 20's Hot Cover Music       | "Past Days" - Yong Jun-hyung | Indicado |
| 2013 | Mnet 20's Choice Awards | 20's Booming Star - Male   | Yong Jun-hyung               | Indicado |
| 2013 | Mnet 20's Choice Awards | 20's Booming Star - Female | Ha Yeon-soo                  | Venceu   |
| 2013 | Korea Drama Awards      | Prêmio de Melhor Casal     | Yong Jun-hyung e Ha Yeon-soo | Indicado |
| 2013 | Korea Drama Awards      | Melhor Novo Ator           | Yong Jun-hyung               | Venceu   |
| 2013 | Korea Drama Awards      | Melhor Nova Atriz          | Ha Yeon-soo                  | Indicado |
| 2013 | APAN Star Awards        | Melhor Nova Atriz          | Ha Yeon-soo                  | Indicado |